# Punta de l'Esterrossall
La Punta de l'Esterrossall és una muntanya de 917 metres que es troba entre els municipis de Paüls i Prat de Comte, a la comarca de la Terra Alta.